# Albertville (Frankrijk)
Albertville (Savoyaards: Arbèrtvile) is een stad en gemeente in het departement Savoie in het Franse gedeelte van de Alpen. Door de stad loopt de rivier Arly. Albertville telde op 1 januari 2022 19.706 inwoners, die Albertvillois worden genoemd. De stad is de onderprefectuur van het arrondissement Albertville.

## Geschiedenis
De oudste kern van Albertville is Conflans, de bovenstad. Dit was een marktplaats op een kruispunt van handelwegen die al sinds de Romeinse tijd in gebruik waren. Vanaf het einde van de 12e eeuw kwamen er twee nieuwe kernen, aan de overzijde van de Arly: Bourg de l’Hôpital (rond een hospitaal voor pelgrims en reizigers) en Bourg de Saint-Sigismond. In de 17e eeuw werden de Arly en de Isère ingedijkt. Dit maakte landbouw mogelijk in de riviervlakte van beide rivieren, die ervoor regelmatig overstroomde.
In 1836 werden Conflans en Bourg de l’Hôpital verenigd in een gemeente. Albertville werd genoemd naar koning Karel Albert van Sardinië. In 1860 kwam de gemeente samen met de rest van Savoye bij Frankrijk door het Verdrag van Turijn. Albertville werd de onderprefectuur van een arrondissement. Er kwam industrie in de gemeente en ook het toerisme, met name wintersport, ontwikkelde zich. De Olympische Winterspelen van 1992 gaven een sterke economische impuls aan Albertville.

## Geografie
De oppervlakte van Albertville bedroeg op 1 januari 2022 17,54 vierkante kilometer; de bevolkingsdichtheid was toen 1.123,5 inwoners per km².
De Arly mondt uit in de Isère in de gemeente.
De onderstaande kaart toont de ligging van Albertville met de belangrijkste infrastructuur en aangrenzende gemeenten.

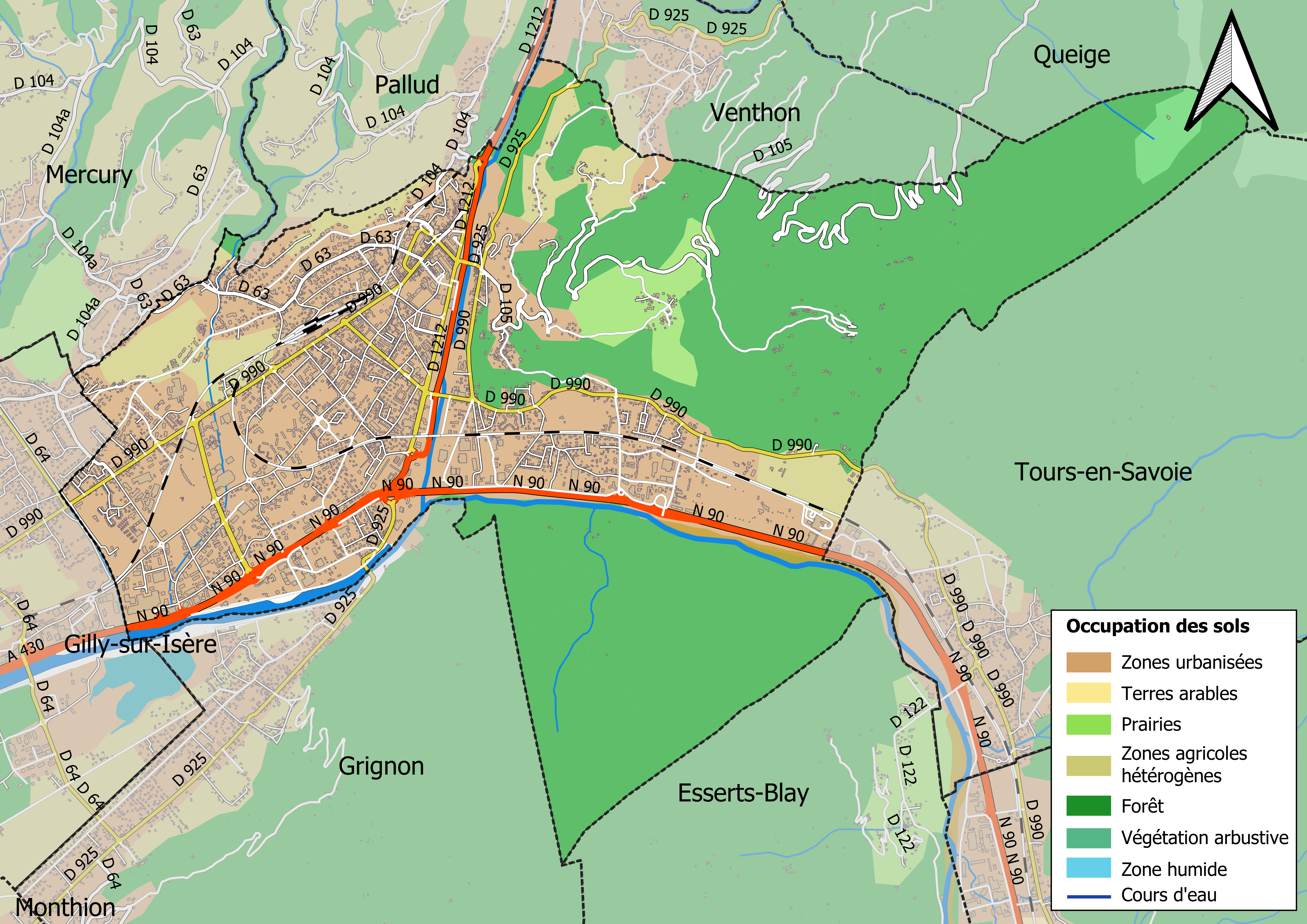

## Verkeer en vervoer
In de gemeente ligt spoorwegstation Albertville.

## Demografie
Onderstaande figuur toont het verloop van het inwonertal (bron: INSEE-tellingen).

## Sport
In 1992 zijn hier de Olympische Winterspelen gehouden, met evenementen in de skigebieden Les 3 Vallées, La Plagne en Les Arcs. Ten westen van Albertville ligt het Olympisch park met verschillende stadions en in de stad is het Olympisch Huis (Frans: Maison des 16es Jeux Olympiques d'Hiver) terug te vinden.
Albertville was acht maal etappeplaats in de Tour de France en dit was voorlopig voor het laatst in 2025 het geval. Alleen in 1998 was Albertville aankomstplaats en deze etappe over de Col de la Madeleine werd gewonnen door de Duitser Jan Ullrich.

## Bezienswaardigheden
Het Musée d’art et d’histoire d'Albertville (MAHA) is een streekmuseum dat de geschiedenis van Albertville en omgeving toont, van de Gallo-Romeinse tijd tot het begin van het skitoerisme. Het museum is erkend als Musée de France en is gevestigd in het Maison Rouge uit de veertiende eeuw.

## Geboren in Albertville
- Gérard Mourou (1944), natuurkundige en Nobelprijswinnaar
- Jean-Luc Crétier (1966), alpineskiër
- Justine Braisaz (1996), biatlete
- Julia Simon (1996), biatlete
- Alex Baudin (2001), wielrenner